# Septiembre Negro en Jordania
Septiembre Negro (en árabe, أيلول الأسود aylūl al-aswad), también denominada como guerra civil jordana, fue una guerra de baja intensidad que tuvo lugar en Jordania en septiembre de 1970 entre la Organización para la Liberación de Palestina (OLP) y el régimen de Hussein de Jordania. 
El conflicto armado entre el ejército jordano y la Organización para la Liberación de Palestina (OLP) comenzó en septiembre de 1970. La lucha no terminó hasta julio de 1971, cuando la OLP fue expulsada definitivamente de Jordania y reubicada en Líbano.
Las relaciones entre Jordania y la OLP se habían deteriorado constantemente a finales de la década de 1960 por dos razones principales. En primer lugar, los ataques de la OLP contra Israel lanzados desde territorio jordano provocaban con frecuencia represalias israelíes desproporcionadas contra Jordania. En segundo lugar, la OLP pretendía crear un Estado dentro de otro Estado en el norte de Jordania. Las tensiones aumentaron a principios de septiembre, cuando el Frente Popular para la Liberación de Palestina (FPLP) obligó a tres aviones occidentales a aterrizar en una base aérea abandonada del norte de Jordania. Los pasajeros sobrevivieron, pero los aviones explotaron. Los aviones fueron destruidos deliberadamente el 12 de septiembre de 1970, en un acto teatral escenificado para los medios de comunicación. Los secuestros y sus consecuencias parecían demostrar que el rey Hussein no tenía el control de su propio país.
Hussein ordenó a su ejército que lanzara una ofensiva contra las organizaciones guerrilleras de la OLP. La operación comenzó el 17 de septiembre de 1970. El conflicto que siguió enfrentó a 70.000 soldados jordanos con armamento pesado contra la OLP, que contaba con unos 12.000 soldados regulares y 30.000 milicianos armados con armas ligeras. La ofensiva debía durar unos días, pero se convirtió rápidamente en una guerra de desgaste debido a la fuerte resistencia palestina y a los errores tácticos jordanos. Los combates se concentraron en el norte de Jordania, especialmente en los alrededores de Amán e Irbid.
El 19 de septiembre de 1970, Siria envió tanques y tropas para ayudar a la OLP, pero al final fueron rechazados por la aviación jordana. Los combates entre Jordania y la OLP no terminaron hasta julio de 1971, cuando la OLP se retiró al Líbano. Aproximadamente 600 jordanos murieron en los combates y más de 1.200 resultaron heridos. Las bajas palestinas se contaron por miles, pero se desconocen las cifras exactas.
Septiembre Negro produjo numerosas consecuencias. En Siria, el ministro de Defensa Hafez al-Assad aprovechó los acontecimientos de Septiembre Negro para hacerse con el poder en un golpe de Estado incruento el 13 de noviembre de 1970. Las fuerzas de la OLP se trasladaron a Líbano, donde sirvieron como catalizadores de la guerra civil libanesa (1975-1990) y de la invasión israelí de Líbano en 1982. Septiembre Negro también dio lugar a un grupo terrorista del mismo nombre, cuyos ataques incluyeron la masacre de atletas israelíes en los Juegos Olímpicos de Múnich de 1972.

## Antecedentes

### Los refugiados palestinos en Jordania
Tras finalizar el Mandato Británico de Palestina y con la expulsión o el exilio de más de 800 000 palestinos durante la guerra de 1948, los palestinos pasaron a vivir en campos de refugiados en países limítrofes de Israel como Líbano, Siria y Jordania, para nunca poder regresar a su tierra. De todos aquellos estados, solo el Reino de Jordania les dio ciudadanía, aunque en otros lugares como la Franja de Gaza, ocupada por Egipto, estuvieron bajo una administración militar. Los palestinos en Cisjordania, por ejemplo, no hacían discriminación entre ellos y los árabes jordanos. Pero entre los palestinos había una fuerte desconfianza hacia el reino jordano y radicales como el Jeque Haŷ Amín al-Husseini catalogaban a los dirigentes jordanos de traidores que querían hacer la paz con Israel. En 1951 el Rey Abd Allah ibn Husayn, el primer monarca de Jordania, fue asesinado en Jerusalén por un palestino en un atentado en el que la investigación jordana señaló a dos dirigentes palestinos como cerebros del complot: el doctor Abd Allah Husayni y el coronel Abd Allah Tell, antiguo gobernador militar de Jerusalén. Le sucedieron primero su hijo Talal y luego su nieto Hussein.
En junio de 1967, la Guerra de los Seis Días tuvo como resultado la ocupación israelí de la Franja de Gaza y la Península del Sinaí, de Egipto, Cisjordania (incluyendo Jerusalén Este), de Jordania y los Altos del Golán, de Siria. En diciembre de 1967, 245.000 palestinos habían huido de Cisjordania y la Franja de Gaza hacia Jordania, 11.000 habían huido de la Franja de Gaza hacia Egipto y 116.000 palestinos y sirios habían huido de los Altos del Golán hacia Siria.
Durante el inicio del periodo comprendido entre 1967 y 1968, los refugiados aún se encontraban resguardados por la agencia UNRWA. Sin embargo, con el paso del tiempo, una cantidad considerable de estos individuos empezó a ser influenciada por los fedayines. Por su parte, la UNRWA se encontraba en una posición donde ofrecía escasas alternativas a estos refugiados, debido a que había abandonado en su mayor parte las obligaciones iniciales que había asumido. Estas obligaciones, relacionadas con la repatriación y el reasentamiento de los refugiados, habían sido previamente delineadas en las resoluciones emitidas por la Organización de las Naciones Unidas. Debe enfatizarse que, bajo todas las circunstancias, el reasentamiento representaba una solución poco adecuada al dilema de los refugiados. Esto se debía a que la mayoría mantenía la esperanza de ser repatriados de manera incondicional, conforme a lo prometido en la resolución 194 de la Organización de las Naciones Unidas
Después del conflicto bélico de 1967, los cambios en la política de la UNRWA fueron mínimos, al igual que las modificaciones en las actitudes de los países receptores de refugiados. Consecuentemente, las condiciones socioeconómicas adversas no experimentaron mejoras significativas. Según las estadísticas disponibles, tras 1967 la agencia destinaba tan solo 13 dólares anuales por cada refugiado, lo que en términos prácticos significaba una dieta carente de carne, frutas y verduras. La subsistencia se basaba en una ingesta diaria de 1500 calorías, proporcionadas principalmente por alimentos como harina, azúcar, arroz, legumbres y aceite. Por otro lado, el gasto de las Naciones Unidas en salud era inferior a cuatro dólares por persona al año, y menos de 12 dólares se asignaban para educación. Estos montos se redujeron aún más después de 1967 debido a la disminución de las donaciones.
Entretanto, la OLP veía los campos de refugiados como zonas clave para reclutar nuevos miembros para su causa de liberación. Los aspirantes participaban en un programa que combinaba formación militar básica con educación en el nacionalismo. Aquellos que completaban con éxito este entrenamiento inicial eran recompensados con roles influyentes dentro de sus comunidades. En varios de estos campos, lograron establecer sistemas propios de asistencia, educación y salud que superaban a los proporcionados tanto por la UNRWA como por los países anfitriones.
El foco operativo del movimiento se trasladó de entornos urbanos y de clase media a los campos de refugiados, especialmente en Líbano y Jordania. Geográficamente, esto significaba mover su base de operaciones más cerca de la comunidad de refugiados y, por ende, de las fronteras con Israel. En este punto, el movimiento fedayín se encontraba listo para iniciar una guerra de guerrillas contra Israel y empezar a competir por la prominencia en la gestión de los campos, donde comenzaron a ofrecer servicios sociales y económicos.

### La resistencia palestina en Jordania
Después del conflicto de 1967, el enfoque principal de la resistencia palestina (al-Muqawama) se orientó hacia la lucha por liberar Cisjordania y la Franja de Gaza, entonces bajo ocupación. Su estrategia inicial consistía en una guerra de guerrillas con amplio apoyo popular en estos territorios ocupados. Para este propósito, Arafat mismo se trasladó al terreno, buscando establecer una base rural sólida para una insurgencia fundamentada en las tácticas y la filosofía maoístas. A pesar de ser perseguido por los israelíes, quienes no lograron capturarlo, tampoco consiguió Arafat cumplir con su meta. Tras varios meses, quedó claro que el modelo maoísta no era adecuado para una población que no estaba preparada para ser el pilar activo de tal conflicto.
La idea anterior de utilizar Jordania como un equivalente al "Vietnam del Norte de Israel", es decir, usarla como base para lanzar ataques guerrilleros, ganó nuevamente fuerza. Esta operación empezó en 1967, con 100 ataques a instalaciones y bases militares, aumentando a más de 2000 en 1970. Al-Fatah emprendió una serie de ataques sistemáticos contra objetivos e instalaciones militares desde el Jordán. Las represalias de Israel no tardaron, aunque no siempre fueron exitosas. Un ejemplo notable fue en marzo de 1968, cerca del asentamiento palestino de Karameh, en el Valle del Jordán -uno de los raros éxitos de la UNRWA en el reasentamiento de refugiados-, donde combatientes palestinos y soldados jordanos repelieron a un significativo contingente israelí.

### Karameh
Al-Karameh (árabe: الكرامة), o simplemente Karameh, es una ciudad del centro-oeste de Jordania, cerca del puente Allenby que cruza el río Jordán. Karameh se encuentra en la orilla oriental del río, en la frontera entre Jordania, Israel y la zona C de Cisjordania (Palestina), ocupada por Israel. Aquí se encuentra uno de los varios pasos fronterizos jordano-palestinos, conocido en Jordania como el Puente del Rey Hussein. La ciudad fue escenario de un enfrentamiento militar de 15 horas entre las Fuerzas de Defensa de Israel (IDF) y las fuerzas combinadas de la Organización para la Liberación de Palestina (OLP) y las Fuerzas Armadas de Jordania (JAF) en la ciudad jordana de Karameh el 21 de marzo de 1968, durante la Guerra de Desgaste.
En marzo de 1968, después de que un autobús israelí pisase una mina en el Néguev con resultado de dos muertos, una fuerza especial de las Fuerzas de Defensa de Israel lanzó un ataque de represalia e invadió Jordania, lo que desencadenó la batalla de Karameh entre el ejército israelí de un lado, y las milicias palestinas y el ejército jordano del otro. Aunque, militarmente hablando, Israel ganó la batalla asegurando sus objetivos, Karameh representó la mayor victoria de las guerrillas hasta ese momento. La guerrilla palestina tuvo una participación limitada, pero varios factores convirtieron esta batalla en un mito político y en el símbolo de la dignidad de la resistencia palestina. En primer lugar, el simbolismo del lugar, pues "Karameh" significa "dignidad" en árabe. En segundo lugar porque, por primera vez, una fuerza palestina logró hacer frente de una manera organizada al ejército israelí, deteniendo a una fuerza abrumadoramente superior y causándole 28 muertos por 61 de los jordanos y 120 palestinos. Además, los israelíes dejaron atrás un tanque, un semioruga y varios camiones, cuyas fotografías ayudaron a reforzar la imagen de la resistencia palestina. Los propios israelíes admitieron que Karameh había sido una "victoria moral" para los palestinos.
El objetivo israelí de acabar con los comandos de la guerrilla palestina había fracasado. El prestigio de los fedayines como combatientes contra Israel aumentó y la batalla se convirtió en el símbolo de la resistencia palestina. El reclutamiento de voluntarios para las distintas milicias palestinas aumentó fuertemente, como también lo hicieron los envíos de armamento desde Irak, Egipto y Siria. Las guerrillas palestinas se reforzaron a raíz de esta batalla y esto las ha convertido en un factor significativo en el mundo árabe. El fortalecimiento de las organizaciones palestinas en Jordania llegó hasta el punto de hacer que el régimen hachemita se sintiese amenazado y desencadenó, en última instancia, los acontecimientos del Septiembre Negro. La interpretación palestina del Septiembre Negro hace hincapié en la actitud negativa del régimen hachemita de Jordania hacia el movimiento de liberación palestino, mientras que la interpretación jordana presenta la lucha entre Jordania y el movimiento de resistencia palestino como una lucha por el gobierno de Jordania, debido a que las fuerzas militantes palestinas que se habían establecido en Jordania desafiaron la autoridad del gobierno de este país presentando una amenaza militar e incluso existencial al dominio hachemita.

### La relación entre la OLP y el rey Hussein
En el año 1969, las facciones guerrilleras palestinas habían creado en Jordania lo que un análisis estadounidense describió como "prácticamente un Estado independiente dentro del propio Estado". El control del gobierno jordano sobre extensas áreas de su territorio, particularmente al norte de Amán, era escaso. Incluso 'Abd al-Mun'im al-Rifa'i, quien se alternó en el cargo de primer ministro con Bahjat al-Talhuni hasta el verano de 1970, reconoció que el gobierno no ejercía un control total en ciertas regiones de Jordania. Los fedayines palestinos transitaban libremente en casi todas las zonas excepto la capital, creando un clima de confusión. Era habitual encontrar grupos de fedayines armados rondando Petra y Jerash, los destinos turísticos más destacados del reino.
El Rey Hussein intentó por primera vez reafirmar su autoridad en noviembre de 1968. Negoció un pacto de siete puntos con los grupos palestinos, que establecía varias restricciones: los miembros de estas facciones no podían portar armas ni uniformes en las ciudades; se les vedaba la inspección de vehículos civiles; se les prohibía el reclutamiento de jóvenes aptos para el servicio militar jordano; debían portar identificación jordana; sus vehículos debían estar registrados en Jordania; los delitos cometidos por integrantes de las facciones palestinas serían investigados por las autoridades jordanas; por último, los conflictos entre las facciones palestinas y el gobierno se resolverían mediante un consejo compuesto por representantes del Rey y de la OLP. Sin embargo, el acuerdo no fue fructífero. Las organizaciones palestinas continuaron fortaleciendo su influencia en Jordania y actuando a su antojo en los campos de refugiados. Incluso intensificaron sus hostilidades contra Israel. A lo largo de 1969, ejecutaron 3.170 acciones contra Israel desde suelo jordano, sin coordinarlas con el ejército jordano. Los contraataques israelíes causaron daños a la economía jordana y forzaron a unos 70.000 ciudadanos jordanos a abandonar sus hogares en el valle del Jordán.

### El contexto internacional
La confrontación entre la OLP y el Rey Hussein tuvo sus raíces en la política internacional de las superpotencias durante el verano de 1970, comenzando con lo que se conoció como la Guerra de Desgaste. Esto, junto con las tensiones escaladas en Jordania, motivó al Secretario de Estado estadounidense William Rogers a proponer un alto el fuego a finales de junio. Rogers instó a detener las hostilidades y retomar las negociaciones. El 22 de julio, Nasser también accedió a la propuesta de Rogers. Poco más de una semana después, Golda Meir también aceptó, incentivada por la promesa de Nixon de incrementar el suministro de armas y la garantía estadounidense de no presionar a Israel para aceptar la interpretación árabe de la resolución 242 de la ONU. La decisión de Nasser de aceptar a la iniciativa de Rogers en julio causó conmoción en la OLP, y fue rápidamente condenada por las principales facciones guerrilleras.
La estrategia de Rogers intensificó las fricciones entre las guerrillas y los gobiernos árabes por no considerar a los palestinos como una fuerza política independiente en la región. La OLP emitió una proclama condenando la resolución 242 de la ONU y las acciones de Rogers, argumentando que estaban diseñadas para reforzar a Israel debilitando la resistencia palestina y menoscabando la causa de la unidad árabe. El 25 de julio, Arafat descartó la posibilidad de una solución pacífica a la ocupación. Comparando el acuerdo con la capitulación, declaró: "Nos espera la victoria o la muerte; acogemos ambas con agrado". George Habash, líder del FPLP, añadió su voz ese mismo día, enfatizando que el movimiento de resistencia no se dejaría aniquilar. Según él, el principal adversario del pueblo palestino era el imperialismo apoyado por EE. UU. Washington ansiaba un arreglo político, alegó, "porque sabe muy bien que el movimiento de resistencia transformará esta parte del mundo -no solo Jordania o Líbano, sino todo el mundo árabe- en un segundo Vietnam".
El anuncio de aceptación de la iniciativa fue recibido con grandes manifestaciones en Jordania el 31 de julio y en Líbano el 2 de agosto. La protesta en Amán fue la más grande en la historia de la ciudad, con decenas de miles de palestinos y guerrilleros llenando más de cinco kilómetros de calles. Arafat, fortalecido por esta muestra pública, se comprometió a combatir la propuesta e insistió en que la OLP representaría sus propios intereses. Los líderes de Fatah acusaron a los Estados árabes que habían aceptado la iniciativa de reconocer implícitamente la existencia de Israel. La organización reiteró su posición de que el objetivo de la liberación palestina requería una revolución política, económica, social y cultural en el mundo árabe. Los regímenes existentes se habían aliado con Israel y las fuerzas imperialistas para imponer la paz en la región, lo que equivalía a reprimir la revolución palestina y la liberación nacional. El objetivo de los fedayines debía ser derrocar esta situación, abriendo así la vía a una resistencia armada más amplia.
Pese a todo, Arafat se mostró renuente a derrocar al régimen jordano. A diferencia de muchos de sus oficiales, seguía convencido de que la liberación no se lograría atacando al Rey Hussein o a cualquier otro gobierno. Por otro lado, en una declaración pública el 9 de agosto, el Comité Central de la OLP advirtió que sus enemigos se habían movilizado contra la resistencia. Aseguraban que las fuerzas del Rey Hussein se estaban preparando para sitiar a las fuerzas palestinas en Amán en un intento de aplastar a los fedayines entre el ejército jordano y las IDF. La guerrilla contó con el apoyo de voces más radicales en el mundo no alineado. China criticó la iniciativa de Rogers, en el que Moscú y Washington esperaban dividir Oriente Medio en dos esferas de respectiva influencia.
Mientras el gobierno de EE. UU. discutía la posibilidad de otorgar reconocimiento a algún tipo de entidad palestina en Jordania, el Rey Hussein habría sentido la presión de reafirmar su autoridad tanto sobre la población como sobre el territorio. Este impulso, combinado con la presión de Estados Unidos e Israel para reprimir a los guerrilleros, habría proporcionado un fuerte incentivo para forzar un enfrentamiento.

## Septiembre negro
Aproximadamente a las 18:00 horas del 1 de septiembre de 1970, un conjunto de individuos armados inició un ataque a tiros contra un convoy en el que viajaban el rey Hussein hacia el aeropuerto de Amán junto con su hija. El monarca resultó ileso y en respuesta, ordenó el bombardeo de las bases de los fedayines situadas en las cercanías de Amán. Los guerrilleros rechazaron cualquier participación en el intento de asesinato del rey, alegando que el incidente había sido un invento para legitimar la ofensiva del gobierno contra la resistencia. El Rey Hussein exhortó a los fedayines a cesar sus operaciones y a someterse a las fuerzas de seguridad de Jordania para proseguir la lucha contra Israel. Argumentó que para alcanzar esta meta era esencial reinstaurar el orden, lo que implicaba desarmar a los fedayines.

### Los secuestros

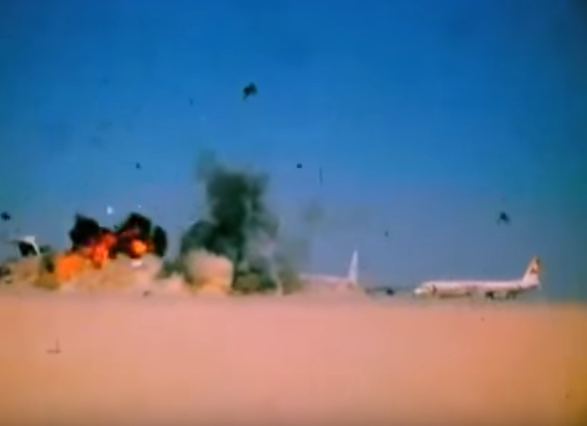
Cuatro aviones de pasajeros fueron secuestrados consecutivamente en 1970. Posteriormente, una vez evacuados los rehenes, esos aviones fueron explotados en tierra.

Cinco días después, guerrilleros del FPLP secuestraron cuatro aviones con destino a Nueva York y uno a Londres. Tres aviones fueron obligados a aterrizar en Dawson's Field, una remota pista de aterrizaje en el desierto cerca de Zarqa (Jordania) en la antigua Estación Zarqa de la Real Fuerza Aérea, que se convirtió entonces en el "Aeropuerto Revolucionario" del FPLP. Al final del incidente, un secuestrador había muerto y se informó de un herido.
El 6 de septiembre, el vuelo 741 de TWA procedente de Fráncfort y el vuelo 100 de Swissair procedente de Zúrich fueron obligados a aterrizar en Zarqa. Ese mismo día, se frustró el secuestro del vuelo 219 de El Al procedente de Ámsterdam. El secuestrador Patrick Argüello murió por disparos. Asimismo, su compañera Leila Khaled fue arrestada y entregada a las autoridades británicas en Londres. Dos secuestradores del FPLP, a los que se impidió embarcar en el vuelo de El Al, secuestraron en su lugar el vuelo 93 de Pan Am, un Boeing 747, desviando el gran avión primero a Beirut y luego a El Cairo, en lugar de a Zarqa. El 9 de septiembre, un quinto avión, el vuelo 775 de BOAC, procedente de Baréin, fue secuestrado por un simpatizante del FPLP y llevado a Dawson's Field con el fin de presionar a los británicos para que liberaran a Khaled.
Aunque la mayoría de los 310 rehenes fueron trasladados a Amán y liberados el 11 de septiembre, el FPLP segregó a la tripulación del vuelo y a los pasajeros judíos, manteniendo bajo custodia a los 56 rehenes judíos y liberando a los no judíos. Seis rehenes en particular fueron retenidos porque eran hombres y ciudadanos estadounidenses, no necesariamente judíos. El 12 de septiembre, antes de la fecha límite anunciada, el FPLP utilizó explosivos para destruir los aviones vacíos, ya que preveían un contraataque.
La utilización del territorio jordano por parte del FPLP fue un ejemplo de la actividad cada vez más autónoma de los árabes palestinos dentro del Reino de Jordania, un serio desafío a la monarquía hachemí del rey Hussein. Hussein declaró la ley marcial el 16 de septiembre.
La victoria jordana permitió lograr un acuerdo el 30 de septiembre, mediante el cual se liberó a todos los rehenes restantes a cambio de cuatro guerrilleros palestinos.

### Despliegue del ejército jordano
En la noche del 15 de septiembre,  el rey Hussein convocó una reunión de emergencia en su residencia de Al-Hummar, en la periferia occidental de Amán. Amer Khammash, Habis Majali, Sharif Shaker, Wasfi el-Tell y Zaid al-Rifai fueron algunos de los presentes, y habían reclamado largamente a Hussein resolver el asunto de los fedayines. Los generales estimaron que tardarían dos o tres días en desalojarlos de la principales ciudades. Hussein disolvió el gobierno al día siguiente y nombró a Muhammad Daoud, un palestino leal a Amán para que presidiera un gobierno militar, quedando entonces declarada la ley marcial. También se hallaban incluidas en el nuevo gobierno otras figuras palestinas, tales como Adnan Abu Oudeh, oficial del servicio secreto (mukhabarat). Abu Oudeh preguntó luego a Hussein cuál había sido la decisión más difícil que había debido tomar, a lo que el monarca respondió: "La decisión de recuperar mi capital."
Durante la madrugada del 17 de septiembre, las fuerzas armadas jordanas iniciaron su incursión en Amán, ejecutando una estrategia de cerco hacia el corazón de la ciudad. Para las cinco de la tarde, habían establecido su dominio sobre la mayoría de Amán, excepto Jabal Hussein y el campo de refugiados de Wehdat, donde los fedayines mantenían fuertes posiciones. No obstante, los enfrentamientos en la capital se prolongaron durante los siguientes dos días, en los que las tropas jordanas emprendieron una lucha intensa, edificio por edificio, con el objetivo de eliminar o capturar a los guerrilleros dispersos en los vecindarios de Amán. Los tanques del ejército enfrentaban dificultades para maniobrar en las áreas densamente habitadas, y las escuadras de infantería que los acompañaban a menudo se veían obligadas a replegarse ante los combates con los fedayines. Como resultado, la mayoría de los enfrentamientos se dieron entre los tanques y las unidades de artillería del ejército, que disparaban indiscriminadamente contra los palestinos armados de manera rudimentaria y que se movilizaban a través de los angostos pasajes de las calles residenciales. Los hospitales estaban saturados de lesionados y numerosos heridos yacían en las calles sin atención.

### Intervención de terceros países
Diversos gobiernos del mundo árabe, liderados por Egipto, instaron a Hussein a permitir que la Liga Árabe intermediara entre Jordania y la OLP. Una comitiva de la Liga Árabe, bajo el liderazgo del jefe del Estado Mayor egipcio, Muhammad Sadiq, se dirigió a Amán demandando un cese al fuego. Paralelamente, el presidente tunecino, Habib Burguiba, convocó una cumbre árabe urgente en El Cairo. 
La preocupación principal de Hussein, al pasar al ataque con su ejército, era la posibilidad de una intervención siria a favor de los guerrilleros ya que este gobierno veía a la monarquía jordana como un títere de las potencias occidentales. Entre la noche del 19 y la madrugada del 20 de septiembre, las fuerzas sirias finalmente respaldaron a los fedayines. En la mañana del 21 de septiembre, aproximadamente trescientos tanques sirios se posicionaron alrededor de Irbid.
El 15 de septiembre, al comunicar a la embajada estadounidense su decisión de actuar, Hussein sugirió que "podría requerir asistencia estadounidense e israelí". Ahora era el momento crucial. "Agradeceríamos cualquier intervención aérea israelí o similar, o incluso la amenaza de esta", expresó Hussein a los oficiales británicos la mañana del 20 de septiembre. A las tres de la madrugada del 21 de septiembre, hora jordana, el rey envió un mensaje parecido a Nixon a través de la embajada estadounidense. "La situación", declaró Hussein, era "crítica". Solicitó "una intervención inmediata, tanto aérea como terrestre", y enfatizó la necesidad de "ataques aéreos inmediatos contra las fuerzas invasoras desde cualquier ubicación, además de apoyo aéreo".
El gobierno israelí era reacio a implicarse en la crisis jordana. Para los israelíes, las principales razones para apoyar a Hussein tenían que ver con las relaciones entre Estados Unidos e Israel. Los sirios tenían casi 300 tanques en Jordania. Para expulsar a estas fuerzas de Jordania, las IDF habrían tenido que intervenir masivamente sobre el terreno.
La demostración de fuerza de las IDF en el Golán, junto con la feroz resistencia de las tropas terrestres jordanas, fue suficiente para detener a los sirios. Fuentes de la CIA informaron de que "los sirios estaban muy preocupados por la intervención israelí". El ministro de Defensa sirio, Hafiz al-Asad, que tomó el poder en un golpe de Estado poco después, recordó más tarde que no utilizó su fuerza aérea contra los jordanos "porque quería evitar una escalada", lo que presumiblemente implicaba un enfrentamiento con Israel. A salvo de los ataques aéreos, el ejército jordano consiguió reagruparse y hacer retroceder a los sirios sobre la frontera. En la tarde del 23 de septiembre, Siria retiró sus tres brigadas blindadas del territorio jordano. Cuando Hussein se reunió con el embajador Brown al día siguiente, dio las gracias "[a Nixon] y a la señora Golda Meir por la eficaz operación", que consideraba una "importante contribución a la retirada siria".

### Acuerdos de El Cairo
El 27 de septiembre, el rey Hussein y Arafat se reunieron en el Hilton de El Cairo para sostener discusiones que duraron cinco horas y estuvieron cargadas de tensión con sus pares árabes. Esa misma noche, Nasser -quien fallecería de un ataque cardíaco al día siguiente- convocó a la mayoría de los miembros de la Liga Árabe para consensuar una solución intermedia. El llamado Acuerdo de El Cairo, establecía un cese al fuego, la liberación de los prisioneros y la retirada de las fuerzas de las ciudades jordanas. Un comité de supervisión, liderado por el primer ministro tunecino Bahi Ladgham, se encargaría de su implementación. A pesar de que la OLP logró mantener cierta integridad en el norte de Jordania, su capacidad de acción en Amán, el epicentro de la guerra civil, se vio considerablemente mermada.

### Meses posteriores
El 13 de octubre se rubricó otro pacto. El Acuerdo de Amán, firmado entre el Rey Hussein y Yasser Arafat, establecía que los fedayines debían respetar la soberanía de Jordania, abstenerse de llevar uniformes y armas en público, y reconocía a la OLP como único representante de los palestinos.
En las semanas siguientes, se intensificaron los enfrentamientos armados entre el ejército y el Frente Popular para la Liberación de Palestina (FPLP) y el Frente Democrático por la Liberación de Palestina (FDLP). En enero de 1971, el ejército jordano inició una ofensiva contra las bases de los fedayines, expulsándolos de Irbid en marzo. En abril, ordenó a la OLP trasladar sus bases de Amán a los bosques entre Ajloun y Jerash. Los fedayines resistieron inicialmente, pero al estar en desventaja numérica y de armamento, finalmente se rindieron. En julio, el ejército jordano rodeó a los últimos 2.000 fedayines en la zona Ajloun-Jerash. Estos se rindieron y se les permitió ir a Siria, aunque aproximadamente 200 combatientes optaron por rendirse a las fuerzas israelíes en lugar de a los jordanos. El 17 de julio, Hussein anunció en una conferencia de prensa que la soberanía de Jordania había sido completamente restaurada.

## Consecuencias
Después del conflicto en Jordania, el gobierno implementó una purga exhaustiva en la burocracia y el ejército, eliminando a los partidarios de la guerrilla palestina. Esto llevó a la destitución de numerosos funcionarios palestinos y burócratas, así como la clausura de varios periódicos. A pesar de que el conflicto no se originó por una división entre jordanos y palestinos, sentó las bases para una división posterior.
Por otro lado, la organización Septiembre Negro, formada por miembros de Fatah en 1971, surgió para realizar operaciones de represalia y ataques internacionales después de los sucesos de septiembre. El 28 de noviembre de 1971, asesinaron al primer ministro Wasfi Tal en Egipto, y posteriormente ejecutaron otros atentados, incluyendo la masacre de Múnich de 1972. Septiembre Negro se disolvió entre 1973 y 1974 cuando la OLP decidió seguir una estrategia diplomática tras la guerra de Yom Kipur. Al Fatah siempre ha negado su vinculación con las actividades de Septiembre Negro.
Finalmente, la OLP perdió su principal base de operaciones durante los combates de septiembre y se trasladó al sur del Líbano, reforzando su presencia y exacerbando las tensiones en la frontera con Israel. Esto agudizó los disturbios internos en Líbano contribuyendo al inicio de la guerra civil libanesa, que finalmente llevó a la expulsión de la OLP a Túnez.